# 布夫莱尔
布夫莱尔（法語：Boufflers）是法国皮卡第大区索姆省的一个市镇，属于阿布维尔区克雷西昂蓬蒂约县。该市镇2009年时的人口为122人。

## 人口
布夫莱尔人口变化图示
| 数据来源：INSEE |